# Anfangsobjekt, Endobjekt und Nullobjekt
Anfangsobjekt, Endobjekt und Nullobjekt sind Begriffe aus dem mathematischen Teilgebiet der Kategorientheorie.
Die folgenden Bezeichnungen sind ebenfalls üblich: initiales Objekt für Anfangsobjekt, terminales oder finales Objekt für Endobjekt.
Ein Anfangsobjekt ist ein spezieller Fall des Koprodukts, ein Endobjekt ein spezieller Fall des Produkts in Kategorien.

## Definitionen
- Ein Objekt {\displaystyle X} heißt Anfangsobjekt, wenn es für jedes Objekt {\displaystyle Y} der Kategorie genau einen Morphismus {\displaystyle X\to Y} gibt.
- Ein Objekt {\displaystyle X} heißt Endobjekt, wenn es für jedes Objekt {\displaystyle Y} der Kategorie genau einen Morphismus {\displaystyle Y\to X} gibt.
- Ein Objekt heißt Nullobjekt, wenn es gleichzeitig Anfangs- und Endobjekt ist.

## Eigenschaften
- Je zwei Anfangsobjekte sind isomorph.
- Je zwei Endobjekte sind isomorph.
- Je zwei Nullobjekte sind isomorph.
- Ist ein Anfangsobjekt zu einem Endobjekt isomorph, dann handelt es sich um ein Nullobjekt.

Die in all diesen Fällen auftretenden Isomorphismen sind jeweils eindeutig bestimmt. Zusammenfassend bedeutet dies:
Anfangs-, End- und Nullobjekte sind (sofern sie existieren) jeweils eindeutig bis auf eindeutigen Isomorphismus.
- Das Anfangsobjekt ist ein Sonderfall des Koprodukts, nämlich für die leere Familie von Objekten.
- Das Endobjekt ist ein Sonderfall des Produkts, nämlich für die leere Familie von Objekten.

## Beispiele
- In der Kategorie der Mengen ist die leere Menge das Anfangsobjekt und jede einelementige Menge ein Endobjekt. Diese Kategorie hat kein Nullobjekt.
- In der Kategorie der Gruppen oder der abelschen Gruppen ist die triviale Gruppe (die nur aus dem neutralen Element besteht) Nullobjekt.
- In der Kategorie der nichtleeren Halbgruppen gibt es kein Anfangsobjekt. Lässt man die leere Halbgruppe zu, so ist diese das Anfangsobjekt. In beiden Fällen ist jede einelementige Halbgruppe Endobjekt.
- In der Kategorie der Vektorräume über einem Körper (oder allgemeiner der Moduln über einem Ring) ist der Nullvektorraum (bzw. der Nullmodul) Nullobjekt.
- In der Kategorie der kommutativen Ringe mit Einselement ist der Ring Z der ganzen Zahlen Anfangsobjekt und der Nullring Endobjekt.
- In der Kategorie beliebiger Ringe ist der Nullring Nullobjekt.
- In der Kategorie der punktierten topologischen Räume sind die einpunktigen Räume Nullobjekte.
- Man kann jede partielle Ordnung als Kategorie auffassen, indem man festlegt, dass genau dann ein Pfeil von {\displaystyle x} nach {\displaystyle y} geht, wenn {\displaystyle x\leq y} gilt. Ein Anfangsobjekt entspricht dann dem kleinsten Element der Ordnung (falls es existiert). Ein Endobjekt entspricht dem größten Element.

## Kategorien mit Nullobjekten
Gibt es in einer Kategorie ein Nullobjekt {\displaystyle 0}, so gibt es zu je zwei Objekten {\displaystyle X} und {\displaystyle Y} stets einen kanonischen so genannten Nullmorphismus {\displaystyle 0\colon X\to Y}, der die Verkettung von
{\displaystyle X\to 0\to Y}
ist. Genauer schreibt man {\displaystyle 0_{X,Y}}, um die Abhängigkeit von {\displaystyle X} und {\displaystyle Y} auszudrücken. Da die Morphismenmengen einer Kategorie definitionsgemäß paarweise disjunkt sind, gilt {\displaystyle 0_{X,Y}=0_{X',Y'}} nur für {\displaystyle X=X'} und {\displaystyle Y=Y'}.
Nullmorphismen {\displaystyle 0\colon X\to Y} in konkreten Kategorien sind in der Regel solche, die alle Elemente aus {\displaystyle X} auf ein Nullelement oder neutrales Element (je nach Kategorie) von {\displaystyle Y} abbilden. Beispiele sind:
- In der Kategorie der Gruppen ist der Nullmorphismus {\displaystyle 0_{X,Y}\colon X\to Y} derjenige Homomorphismus, der jedes Element aus {\displaystyle X} auf das neutrale Element von {\displaystyle e_{Y}\in Y} abbildet, das heißt {\displaystyle 0_{X,Y}(x)=e_{Y}} für alle {\displaystyle x\in X}.
- In der Kategorie der Moduln über einem Ring {\displaystyle R} ist der Nullmorphismus {\displaystyle 0_{X,Y}\colon X\to Y} diejenige {\displaystyle R}-lineare Abbildung, die jedes Element aus {\displaystyle X} auf das Nullelement von {\displaystyle 0_{Y}\in Y} abbildet, das heißt {\displaystyle 0_{X,Y}(x)=0_{Y}} für alle {\displaystyle x\in X}.
- In der Kategorie der punktierten topologischen Räume ist der Nullmorphismus {\displaystyle 0_{X,Y}\colon X\to Y} diejenige Abbildung, die jedes Element aus {\displaystyle X} auf den ausgezeichneten Punkt {\displaystyle p_{Y}\in Y} abbildet, das heißt {\displaystyle 0_{X,Y}(x)=p_{Y}} für alle {\displaystyle x\in X}. Beachte, dass diese Abbildung als konstante Abbildung stetig ist.

In Kategorien mit Nullobjekten gibt es damit den Begriff des Kerns eines Morphismus {\displaystyle f}, dieser ist als Differenzkern des Paares {\displaystyle (f,0)} definiert.
Nullmorphismen erlauben auch die Konstruktion eines kanonischen Pfeils aus einem Koprodukt in das entsprechende Produkt.